# 拟密花树
拟密花树（学名：Rapanea affinis）为紫金牛科密花树属下的一个种。

## 扩展阅读
- 維基物種上的相關：拟密花树